# Pyay Airport
Pyay Airport är en flygplats i Myanmar.   Den ligger i regionen Bagoregionen, i den södra delen av landet, 140 km sydväst om huvudstaden Naypyidaw. Pyay Airport ligger 39 meter över havet.
Terrängen runt Pyay Airport är platt. Runt Pyay Airport är det ganska tätbefolkat, med 214 invånare per kvadratkilometer. Närmaste större samhälle är Pyay, 4,6 km väster om Pyay Airport. Omgivningarna runt Pyay Airport är en mosaik av jordbruksmark och naturlig växtlighet.